# Mojave (California)
Mojave es un lugar designado por el censo ubicado en el condado de Kern en el estado estadounidense de California. En el año 2000 tenía una población de 3,836 habitantes y una densidad poblacional de 25.3 personas por km².

## Geografía
Mojave se encuentra ubicado en las coordenadas 35°38′22″N 118°24′20″O / 35.63944, -118.40556. Según la Oficina del Censo, la localidad tiene un área total de 151,4 km² (58,5 mi²), de la cual 151,4 km² (58,5 mi²) es tierra y 0 km² (0 mi²) (0%) es agua.

## Demografía
Según la Oficina del Censo en 2000 los ingresos medios por hogar en la localidad eran de $24,761, y los ingresos medios por familia eran $28,496. Los hombres tenían unos ingresos medios de $35,476 frente a los $19,250 para las mujeres. La renta per cápita para la localidad era de $12,477. Alrededor del 36.2% de la población estaba por debajo del umbral de pobreza.